# Željko
Željko je moško osebno ime.

## Različice imena
Želidrag, Želimir, Želimirko, Željen, Željo, Želomir, Želko

## Tujejezikovne oblike imena
(hr.): Želibor, Želided, Želidrag; (češ.): Želislav, Želmir; (pl.): Želislav; (rus.): Želislav; (bolg.): Želju

## Izvor imena
Ime Željko je skrajšana oblika imena Želimir, ki je zloženka iz besed želéti in mir. Imenu Željko po pomenu približno ustreza latinsko ime Desiderius z žensko obliko Desideria, ki se povezuje z latinskima besedama desiderium v pomenu »hrepenenje, želja« in desiderio v pomenu »hrepeneti, želeti, zahtevati«.

## Pogostost imena
Po podatkih SURS-a je bilo na dan 31. decembra 2007 v Sloveniji 1.759 oseb z imenom Željko. Ime Željko je po pogostosti uporabe zavzemalo 121. mesto. Druge oblike imena, ki so bile na ta dan še v uporabi: Želimir (60), Željomir (5) in Želko(24). 

## Osebni praznik
V koledarju je ime Željko uvrščeno k imenu Dezider. Željko praznuje god ali 8. maja ali pa 23. maja.